# Monday James
Monday James (* 19. Oktober 1986 in Lagos) ist ein ehemaliger nigerianischer Fußballspieler.

## Karriere

### Vereine
Aus der Jugend von Bendel Insurance hervorgegangen, rückte James 16-jährig in die Erste Mannschaft auf. Von 2002 bis 2005 spielte er für diese in der Nigeria Professional Football League, der höchsten Spielklasse im nigerianischen Fußball. Mit dem Weggang aus Benin City nach Yenagoa kam er dort für den Ligakonkurrenten Bayelsa United zu Punktspielen. Mit der Aufteilung der Spielklasse in zwei Gruppen ab 2006, spielte er zunächst in der Gruppe A, in der Folgespielzeit in der Gruppe B und trug mit beiden fünften Plätzen zum Klassenverbleib bei. Im Sommer 2007 wurde der Ligamodus den europäischen Verhältnissen angepasst, sodass er in der Saison 2007/08 in einer eingleisigen Liga spielte und mit einem Punkt Abstand auf Meister Kano Pillars den zweiten Platz belegte.
Über ein Leihgeschäft gelangte er erstmals ins Ausland und spielte für den schwedischen Erstligisten Hammarby IF. In der Spielzeit 2009 bestritt er acht Punktspiele und debütierte am 23. April (5. Spieltag) bei der 0:1-Niederlage im Heimspiel gegen den IFK Göteborg. Sein letztes Erstligaspiel bestritt er am 30. August (21. Spieltag) bei der 0:3-Niederlage im Auswärtsspiel gegen Kalmar FF. In einem Teilnehmerfeld von 16 Mannschaften belegte er mit seiner Mannschaft den letzten Platz, gleichbedeutend mit dem Abstieg in die Superettan, der zweithöchsten Spielklasse. In dieser wurde er 2010 nicht, 2011 14-, 2012 drei- und 2013 siebenmal eingesetzt. Nach Ende der Leihfrist zu Bayelsa United zurückgekehrt, ist er seitdem ohne Verein.

### Nationalmannschaft
Mit der U20-Nationalmannschaft nahm er an der Junioren-Weltmeisterschaft 2005 in den Niederlanden teil und gelangte nach vier von sechs möglichen Spielen ins Finale. Gegen die U20-Nationalmannschaft Argentiniens wurde dieses am 2. Juli in Utrecht durch zwei Tore von Lionel Messi mit 1:2 verloren.
Drei Jahre später gehörte er der U23-Nationalmannschaft an, die am olympischen Fußballturnier in Peking teilnahm. Er betritt das letzte Spiel der Gruppe B, das gegen die US-amerikanische U23-Nationalmannschaft mit 2:1 und das Viertelfinale, das gegen die U23-Nationalmannschaft der Elfenbeinküste mit 2:0 gewonnen wurde. Erneut erreichte seine Mannschaft das Finale; gegen die U23-Nationalmannschaft Argentiniens verlor sie am 23. August mit 0:1 im Nationalstadion Peking.

## Erfolge
- Olympische Silbermedaille 2008
- Finalist U20-Weltmeisterschaft 2005
- Zweiter Nigerianische Meisterschaft 2008